# Seeth
Seeth je obec v německé spolkové zemi Šlesvicko-Holštýnsko, v zemském okrese Severní Frísko. V 2014 zde žilo 574 obyvatel.

## Poloha
Sousední obce jsou: Drage, Friedrichstadt, Koldenbüttel, Norderstapel, Ramstedt, Schwabstedt a Süderstapel.